# Endasys rotundiceps
Endasys rotundiceps är en stekelart som först beskrevs av Léon Abel Provancher 1877.  Endasys rotundiceps ingår i släktet Endasys och familjen brokparasitsteklar. Inga underarter finns listade i Catalogue of Life.